# 心射図法

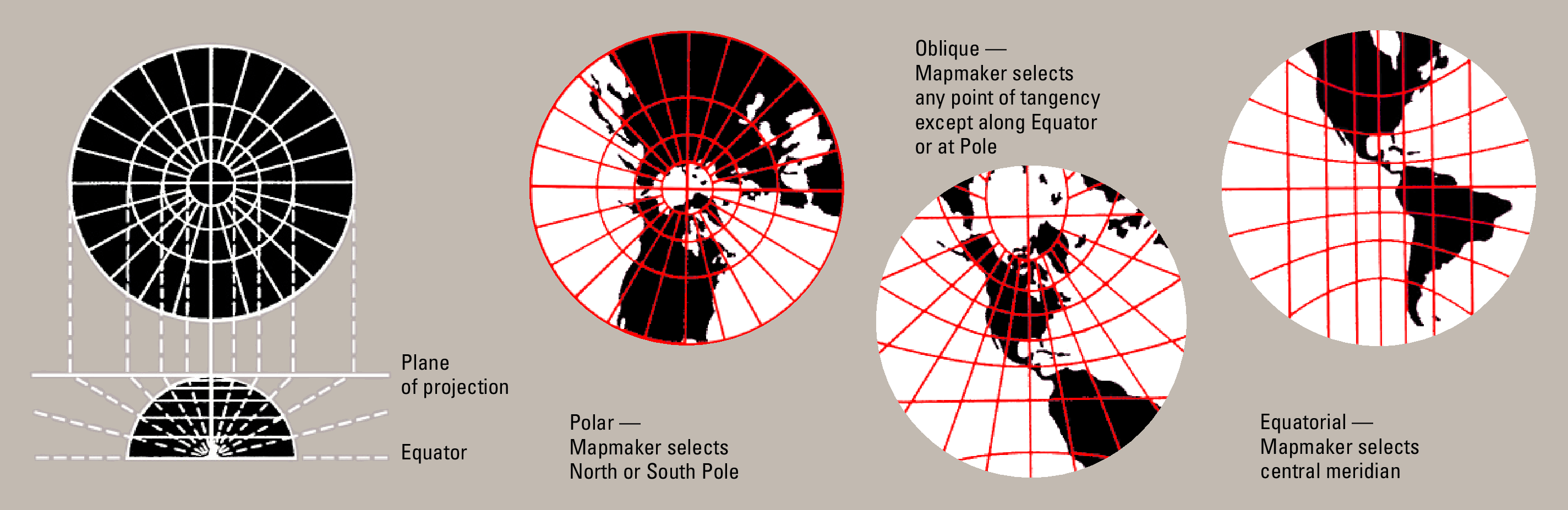
心射図法の説明。左から、投影の説明、北極が投影面の接点の場合の投影図、任意点が接点の場合、赤道上が接点の場合。

心射図法（しんしゃずほう）は、すべての大円（大圏コース）を直線に投影する図法である。大圏図法とも言う。

## 概要

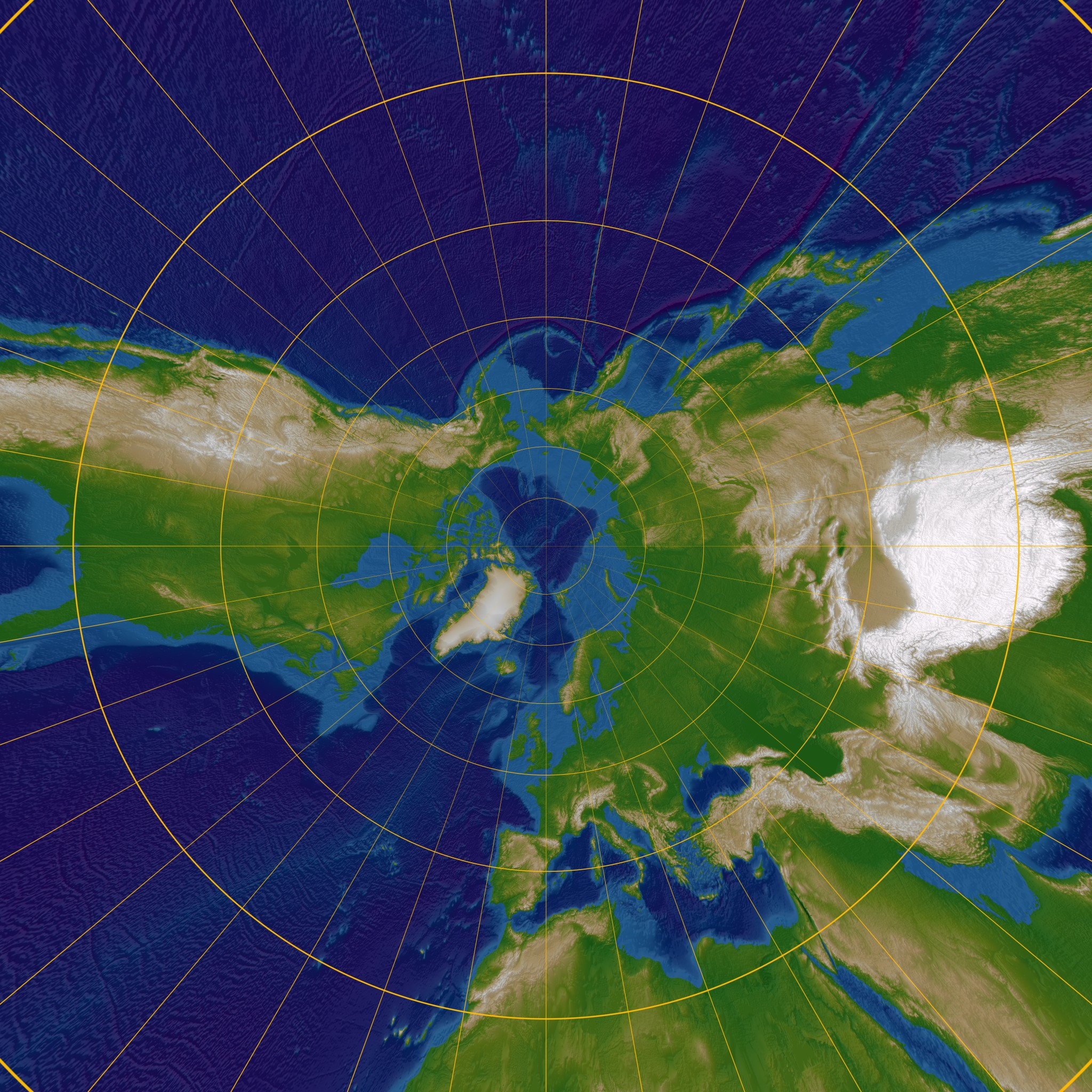
北極を中心とした心射図法

心射図法におけるテイソーの指示楕円(中心は北緯0度、東経0度)

地球の中心点から単一の接平面に対して地形を投影する図法。この図法では、すべての大円が直線となるため、実際の2地点間の最短経路が、この地図上の2地点を結ぶ直線として表される。これは、地球中心と任意の大円で張られる図形が必ず平面弧になるので、その弧の平面の延長と別の平面との接線として与えられる大円の投影図形が、必ず直線になるという幾何学的な性質に基づいている。半球より狭い範囲が有限の地図に投影可能であるが、接平面の接点から離れるにしたがい面積は著しく拡大される（半球に達すると無限大）ため、通常の地形図として本図法が用いられることはほとんどなく、航海や航空の長距離経路や電波の伝搬経路、その他の地球規模におよぶ最短距離での移動を考えるために特化した地図に適用される。全ての子午線は（大円であるから）必ず直線になる。
- 片方の極に接点がある場合、子午線は放射状で等間隔な直線である。赤道はすべての方向の無限遠点にある。緯線は同心円となる。
- 接点が赤道上にある場合、子午線は赤道に垂直な直線であるが、等間隔ではない。赤道は、それら子午線すべてに垂直な直線である。緯線は双曲線になる。
- その他の場合、子午線は極から出る放射線で、等間隔ではない。赤道は一つの子午線に垂直な直線である(つまり等角写像ではない)。

他の方位図法と同様に、接点からの角度は保たれる。接点からの地図上の距離をr(d)とし、実距離を関数dとすると、
{\displaystyle r(d)=C\tan(d/R)}
となる。ここで、Rは地球半径である。放射方向の縮尺は
{\displaystyle r'(d)={\frac {C}{2R\cos ^{2}(d/2R)}}}
となり、その垂直方向の縮尺は
{\displaystyle {\frac {C}{2R\ cos(d/2R)}}}
である。これらから、垂直方向の縮尺は外側ほど大きくなるが、放射方向の縮尺はもっと大きくなる事がわかる。

## 用途
上述のように、投影の原理としては基本的であるが、中心から離れた場所の拡大と歪みが極めて著しいので、広範囲の地図を描く方法としては適さない。しかし、「大円が必ず直線になる」という特徴を活用する場合には、中心からの角距離で60度以内（北極中心なら北緯30度以上）程度の国際地図に適用されることがある。
- 通常の海図はメルカトル図法が多いが、最短コース（大圏コース）を求めるための心射図法による補助的な小縮尺地図（大圏航法図）がある。
- 心射図法は、地震学で使われる。地震波は大円方向に伝播するからである。
- 電波は大円方向に伝播するので、発信源の方向探索のために使われる。
- ある地点からの航空機の航続距離（大圏コース）を示すために使われることがある。
- 星図においては、流星観測用として用いられる。流星は直線状に観測される事が多く、心射図法上ならば長い経路でも直線として記入出来る。
- 心射図法では半球よりも狭い範囲しか表現できないが、地球に外接する多面体を置いて、その表面に心射投影して展開することで、地球表面全体を（切れ目はあるが）欠落や重複する部分なしに表現する方法は考えられる。このような多面体展開図型の地図のよく知られた例がダイマクション地図である。ダイマクション地図の全体は、心射図法の特徴：２地点間の最短コースが直線になるという性格をもつわけではないので、注意が必要である。

## 歴史
心射図法は、タレースによって紀元前6世紀に開発された、最も古い地図の投影法であると言われている。
1946年 リチャード・バックミンスター・フラーは、心射図法を、地球に外接する多面体の面の一つずつに対して区分的に適用する方法を考案し、正八面体版のダイマクション地図として発表した。その後 1954年には、The AirOcean World Map（空海一体世界地図）という題の正二十面体版の世界地図が発行され、これが今日ダイマクション地図として広く知られるものとなっている。なお、ダイマクション地図の全体は心射図法ではない。